# Херсонская кондитерская фабрика
Херсонская кондитерская фабрика — украинское кондитерское предприятие в городе Херсон.

## История
{{без кирлата|В 1903—1904 годах в Херсоне было построено здание для Херсонского политехнического института. Во время Первой мировой войны в этом здании сначала размещался военный госпиталь, затем потом — военкомат. Позже здесь создавались красные рабочие отряды для борьбы c врагами в годы Гражданской войны.
В 1926—1928 годах здание перестраивалось и в нём устанавливалось оборудование для производства кондитерских изделий. Заработавшая в 1928 году фабрика носила название «Фабрика конфет, халвы, пряников, шоколада и искусственного мёда, газированных и фруктовых вод». Также её присвоили имя Петра Лазаревича Войкова — советского политического и государственного деятеля.
В 1930 году фабрика переехала на новое место по адресу: улице Перекопской, 12, где находилась все последующие годы. В 1994 году предприятие было зарегистрировано как ООО «Херсонская кондитерская фабрика».
На фабрике работают три основных цеха: карамельный, конфетный и вафельный. На ней изготавливается около 300 наименований кондитерских изделий — конфеты, карамели, драже, ирис, вафли, печенье и зефир. Херсонская кондитерская фабрика выпускает до 7 тыс. тонн продукции ежегодно. На выставке-ярмарке «Украинские лакомства» в Киеве продукция предприятия отмечена шестью дипломами «За производство кондитерского изделия высокого качества».
Летом 2021 года производственные здания и земельный участок Херсонской кондитерской фабрики были проданы украинскому бизнесмену турецкого происхождения Акгюну Мухаммету Сюрури. У ООО «Херсонская кондитерская фабрика» остались в собственности земля и здания вдоль улицы Перекопской, где находится административное здание и фирменный магазин. Выпуск продукции фабрика продолжает в другом месте.